# Michele Suozzo
Michele Suozzo (Roma, 25 luglio 1955) è un conduttore radiofonico, critico musicale e musicologo italiano.

## Biografia
Autore di testi sulla divulgazione musicale, è conosciuto soprattutto come autore e conduttore, insieme a Enrico Stinchelli, de La Barcaccia, trasmissione radiofonica ideata da Paolo Donati nell'ottobre del 1988 su Radio3 Rai. Il programma radiofonico che si occupa di lirica, già condotto in passato anche da Sandro Rinaldi, è stato fino a giugno 2023 un cult di riferimento per ogni appassionato d'opera e non solo, in onda anche all'estero attraverso Raisat e Rai International. Dalla stagione successiva è stato estromesso dalla conduzione del programma senza che Radio 3 abbia spiegato con un comunicato tale decisione  che ha notevolmente mutilato l'interesse del programma.
Allievo di Fedele d'Amico, si laureò all'Università La Sapienza di Roma con una tesi in Storia della musica. Attivo in molti ambiti, collaborò attivamente alla Società Italiana di Musicologia, le Università La Sapienza e Roma Tre di Roma, il Teatro dell'Opera di Roma, il Teatro Carlo Felice di Genova, il Teatro Massimo di Palermo e la ex casa discografica tedesca Deutsche Grammophon.
Dal 1979 al 1988 organizzò con Mauro De Cillis diverse manifestazioni teatrali e musicali, per cui in alcune di esse si avvalse della collaborazione della Società italiana di studi per il XVIII secolo.
Dal 1987 al 2004 ha insegnato Storia della Musica e Storia ed Estetica Musicale presso i Conservatori di Campobasso, Cosenza, Matera, Monopoli, Roma e Benevento. Attualmente è docente di Storia della Musica presso il Conservatorio Licinio Refice  di Frosinone.
Collabora con importanti musicisti e cantanti e con il Centro Culturale Francese, in particolare per l'attività teatrale in veste di regista. Nel marzo 2007 (dal 10 al 14) ha debuttato come attore interpretando anche il ruolo di Acomat in Bajazet di Racine, in un'edizione in lingua originale. Nel corso del 2012 ha iniziato, in veste di musicologo, divulgatore e narratore, una collaborazione artistica con il pianista Domenico Di Leo (concertista, solista, camerista e docente titolare della cattedra di Musica da Camera), mettendo a punto un progetto artistico e divulgativo dedicato alle composizioni di Franz Liszt, Richard Wagner e Giuseppe Verdi (concerto di debutto il 28 maggio 2013, nell'ambito della stagione musicale della storica Camerata Musicale Barese, direttore artistico il maestro Francesco Antonioni).
| Controllo di autorità | VIAF (EN) 99345982 · ISNI (EN) 0000 0000 6849 7958 |